# Marika Skärvik
Marika Skärvik född 9 februari 1963, är en svensk entreprenör och företagsledare och har skrivit två böcker om ledarskap, "Omänskligt mänsklig - När empatin står i vägen för framgångsrikt ledarskap" och "Lurad? - Släpp myten om att det är din personlighet som skapar framgång"
2005 fick hon utmärkelsen Årets Chef av Tidningen Chef.
Skärvik har en längre karriär inom IT-sektorn från bland annat Microsoft och Tieto och ett antal olika VD roller samt tidigare styrelseuppdrag på Softronic, Optronic Norden samt Poolia. 2009 rankades hon av Veckans Affärer som nummer 124 bland Sveriges 125 mäktigaste näringslivskvinnor. Nuvarande styrelseuppdrag är Interoc AB, B3 Consulting Group och Springlife AB.
Skärvik är idag VD för PerformancePotential AB som har utvecklat verktyget Preferensanalys™.  